# 人にやさしく
「人にやさしく」（ひとにやさしく）は、日本のロックバンド、THE BLUE HEARTSがメジャーデビュー前にインディーズで出したシングル。

## 概要
- ジャケットデザインは、河口純之助と青心会（メジャーデビュー後のファンクラブ、ブルーハーツ集団の前身）のメンバーである。
- 1988年3月21日にメルダックよりCD化されたが、実際には外部の手が加わり音が派手になった「リミックス版」であり、オリジナルの音はインディーズ時代に出したアナログレコード版のみである。
- 1989年の映画『ジュリエット・ゲーム』で挿入曲となる。
- 2002年、香取慎吾主演のフジテレビ系の同名のドラマの挿入歌に起用されたことを受け、2月6日にメルダックよりCDが再発された（この曲がドラマの題名の由来となっている）。『キル・ミー・ブロンド』の挿入歌でもある。
- 2018年、土屋太鳳主演 TBS系金曜ドラマ「チア☆ダン」第4話劇中曲で使用。
- 秋山翔吾の埼玉西武ライオンズ所属時代の登場曲として使われていた。
- 福岡ソフトバンクホークスの北日本限定チャンステーマの前奏として使用されている。[要出典]

## カバー
- PUFFYがアルバム『THE HIT PARADE』（2002年発表）でカバー。
- 2015年1月期、独立局系の深夜アニメ『ローリング☆ガールズ』のオープニングテーマとしてTHE ROLLING GIRLS（小澤亜李、日高里菜、種田梨沙、花守ゆみり）がカバー。
- 2016年11月16日  たなかりか がアルバム『Japanese Songbook 2』に収録。
- アニメ『けものフレンズ』よりPPPのメジャーデビューアルバム『ペパプ・イン・ザ・スカイ!』（2018年発表）のボーナストラックでPPP（佐々木未来、根本流風、田村響華、相羽あいな、築田行子）がカバー。
- 2019年10月期、TBSテレビ系の火曜ドラマ『G線上のあなたと私』の劇中（カラオケ）で、加瀬理人（演・中川大志）と渡辺晴香（演・真魚）が歌唱。
- 富士葵が『はじまりの音』のカップリング曲としてカバー。
- 2022年12月30日放送『クイズ☆正解は一年後』（TBSテレビ）内でレイザーラモンRGがカバー。音源は2023年1月1日に配信リリースされるトリビュート・アルバム『ザ・ブルーハーツ クイズ☆正解は一年後 トリビュート』に収録[1]。

## テレビCMへの起用例
- 1988年、レナウンの「I.N.EXPRESS」（現在、同ブランドは存在しない）のCMソングに起用（CMナレーションは山瀬まみ）。
- 2011年、味の素の企業CM『がんばれ！ニッポン！の、カラダ』CMソングに五阿弥ルナ、鈴木圭介によるカバーバージョンが起用。
- 2014年、エスカップ（エスエス製薬）のCMソングに起用（CM出演と歌唱は安田顕）[2]。
- 2018年、カロリーメイト（大塚製薬）のCMソングに起用（CM出演は蒔田彩珠）。
- 2019年、ロマンシング サガ リ・ユニバース（スクウェア・エニックス、アカツキ）のCMソングに替え歌が起用（CM出演と歌唱は山田裕貴）。
- 2023年、パチンコホールチェーン『シルバーバック』の企業CMソングに起用された[3]。

## 収録曲
| 全編曲: THE BLUE HEARTS。 |                                |            |            |      |
| #                         | タイトル                       | 作詞       | 作曲       | 時間 |
| 1.                        | 「人にやさしく」               | 甲本ヒロト | 甲本ヒロト | 3:19 |
| 2.                        | 「ハンマー（48億のブルース）」 | 真島昌利   | 真島昌利   | 2:05 |
| 合計時間:                 | 合計時間:                      | 合計時間:  | 合計時間:  | 5:24 |

## 曲解説
1. 人にやさしく
甲本がブルーハーツ以前に組んでいたモッズ・バンド、ザ・コーツ時代の最後に作った曲。当時の初期のタイトルは「がんばれのうた」。真島はブルーハーツ結成前にこの曲を聴いて衝撃を受け、甲本にバンドを組もうと持ちかけたといわれる。梶原も、この曲の「ガンバレ！」という歌詞を聴いて強い衝撃を受けたと語っている。
コーツで1984年に新宿ルイ―ドというライブハウスで初めて演奏されたときは、まだタイトルすらついていない状態で演奏し、後半の歌詞の一部はまだできておらず、「ラララー」と歌っていた。
2. ハンマー（48億のブルース）
サブタイトルの「48億」とは、この楽曲が作られた当時（1985年）の世界の総人口の数が約48億人であったことから。真島の歌唱部分の「夏を告げる雨が降って」はレコード化の際に書き足された歌詞である。
1991年のライブで一度だけ「外は夏の雨が降って」と歌った。

## 収録アルバム
- JUST A BEAT SHOW（#1,2）
- MEET THE BLUE HEARTS（#1,2）
- EAST WEST SIDE STORY（#1,2）
- SUPER BEST（#1,2）
- LIVE ALL SOLD OUT（#1,2）
- 野音 Live on '94 6.18/19（#1,2）
- ALL TIME SINGLES 〜SUPER PREMIUM BEST〜（#1,2）